# Beijing Review
Beijing Review (kinesisk: 北京周報; pinyin: Běijīng zhōubào) er Folkerepublikken Kinas eneste nationale nyhedsmagasin på engelsk. Det har et oplag på 70.000 og sælges i Kina og 150 lande og territorier.
Udgiveren er China International Publishing Group.
Det blev grundlagt marts 1958 som ugemagasinet Peking Review, og blev et vigtigt organ for Kinas spredning af sine synspunkter. 

## Links
- Beijing Review hjemmeside

39°55′33″N 116°19′54″Ø / 39.92572°N 116.33156°Ø